# Modulor

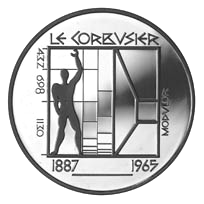
De modulor op een Zwitserse herdenkingsmunt uit 1987

De modulor is een door de Frans-Zwitserse architect Le Corbusier in 1948 voorgestelde antropometrische schaal van architectonische proporties. De term komt van het Franse moduler, proportioneren.
Het doel van de modulor is een wiskundige benadering van de menselijke maat mogelijk te maken waarmee gebouwen afgestemd worden op de maten van een mens. Met het abstraheren van het menselijk lichaam trad Le Corbusier in de voetsporen van Vitruvius, die al eerder een dergelijke abstractie had gemaakt: de Vitruviusmens. Le Corbusier ging wel uit van de maten van de moderne mens; in de eerste opzet ging hij uit van een standaardlengte van 1,75 m, latere implementaties hadden het over 1,83 m. Deze maten gaven de basis voor een geometrische waardenreeks van maten, waarvan de onderlinge verhoudingen gebaseerd zijn op de gulden snede.
Het eerste bouwproject waarin dit schema werd toegepast was het wooncomplex de Cité radieuse de Marseille. Het meest aansprekende voorbeeld is waarschijnlijk het klooster van Sainte-Marie de la Tourette, waarin iedere cel 2,26 m hoog is en 1,83 m breed.